# Republiek Baden
De republiek Baden (Duits: Republik Baden) was een deelstaat van de Weimarrepubliek, en later nazi-Duitsland, die bestond van 1918 tot 1945. De republiek werd op 14 november 1918 uitgeroepen na de Duitse nederlaag in de Eerste Wereldoorlog. Na de Duitse nederlaag in de Tweede Wereldoorlog werd Baden bezet door de Amerikanen en de Fransen. Baden werd verdeeld in het Franse Zuid-Baden en het Amerikaanse Württemberg-Baden. In 1949 werden deze twee deelstaten samen met Württemberg-Hohenzollern samengevoegd tot de nieuwe deelstaat Baden-Württemberg.

## Geschiedenis

### De revolutie in Baden
Tijdens de Novemberrevolutie in het Duitse Keizerrijk in de nadagen van de Eerste Wereldoorlog voerden de ministeries van het groothertogdom Baden op 2 november 1918 een hervorming door in een poging om de monarchie te redden. Op 8 november werd een arbeiders- en soldatenraad opgericht in Lahr en Offenburg. Op 9 november werden er soortgelijke raden opgericht in Mannheim en Karlsruhe. Als gevolg hiervan trad de regering van Baden af.
Op 10 november werd in Karlsruhe een voorlopige regering en een parlement gevormd bestaande uit leden van de verschillende revolutionaire raden die aantrad op 11 november. Op 13 november deed groothertog Frederik II afstand van alle regerende taken en deed op 22 november afstand van de troon, een week voor de abdicatie van keizer Wilhelm II.
De voorlopige regering riep op 14 november 1918 de freie Volksrepublik Baden uit. Hier vonden op 5 januari 1919 verkiezingen plaats.

### De nieuwe republiek
Een nationale raad werd op 12 januari 1919 opgericht waarbij de democratische Zentrumspartei de grootste partij werd en de centrumlinkse SPD tweede werd. De partijen hadden gezamenlijk 91,5% van de stemmen. Op 1 april vormde het Badense parlement, de Landtag, een regering uit leden van de coalitiepartijen van de Weimarrepubliek, de SPD, de Zentrumspartei en de DDP. Tot 1933 werd Baden voornamelijk geregeerd door de Zentrumspartei.
Op 21 maart 1919 nam het parlement een nieuwe grondwet aan. Deze grondwet werd via een referendum op 13 april bekrachtigd. Dit referendum was de eerste in de geschiedenis van Duitsland. De grondwet van Baden was de enige die in de tijd van de Weimarrepubliek werd aangenomen via een referendum.

### Baden tijdens naziheerschappij
De regering van Baden werd, net zoals alle andere Duitse staten, volgens het proces van Gleichschaltung in 1933, de facto en niet de jure, afgeschaft. De gekozen president van Baden werd vervangen door de nazi's aangewezen Walter Köhler. De macht van zijn regering lag eigenlijk bij de Gauleiter van de nazigouw, Robert Heinrich Wagner en de Reichsstatthalter van Elzas-Lotharingen. In de periode 1940-1944 werd de Gouw Baden naar het westen uitgebreid met het grootste deel van Elzas tot Baden-Elzas.

### Na de Tweede Wereldoorlog
Bij de Geallieerde bezettingszones werd Baden ingedeeld bij de Amerikaanse en Franse bezettingszone. De scheiding was de Autobahn tussen Karlsruhe en München, de A8 die volledig in de Amerikaanse zone lag. De noordelijke deel van Baden in de Amerikaanse bezettingszone werd op 19 september 1945 onderdeel van Württemberg-Baden. Het zuidelijke deel van Baden in de Franse bezettingszone stond bekend als Zuid-Baden of soms als Baden.
Deze twee staten van Baden werden samen met Württemberg-Hohenzollern, de opvolger van Württemberg op 23 april 1952 tot de nieuwe Duitse staat Baden-Württemberg.

## Bestuur

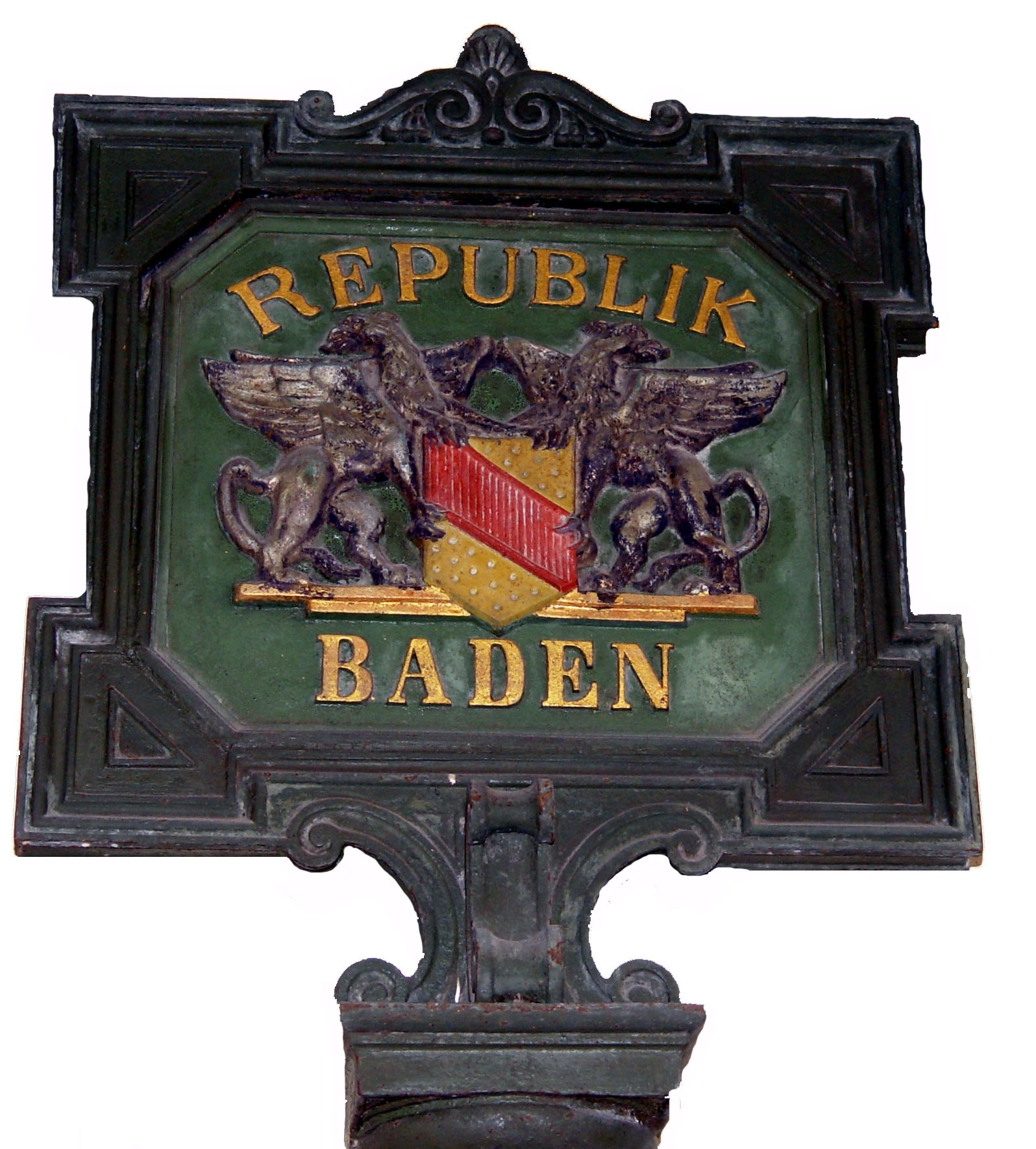
Bord van Republiek Baden in Rastatt

Baden werd onderverdeeld in vier districten Landeskommissärbezirke Karlsruhe, Mannheim, Freiburg en Konstanz. Deze districten werden verdeeld in 53 Amtsbezirke. Deze werden verdeeld in 1536 gemeentes.

## Regeringsleiders
|                               | Naam                               | Begindatum        | Einddatum         | Partij          |
| Staatspresident               | Staatspresident                    | Staatspresident   | Staatspresident   | Staatspresident |
| ----------------------------- | ---------------------------------- | ----------------- | ----------------- | --------------- |
| 1                             | Anton Geiß                         | 10 november 1918  | 14 augustus 1920  | SPD             |
| 2                             | Gustav Trunk                       | 14 augustus 1920  | 23 november 1921  | ZENTRUM         |
| 3                             | Hermann Hummel                     | 23 november 1921  | 23 november 1922  | DDP             |
| 4                             | Adam Remmele                       | 23 november 1922  | 23 november 1923  | SPD             |
| 5                             | Heinrich Franz Köhler              | 23 november 1923  | 23 november 1924  | ZENTRUM         |
| 6                             | Willy Hellpach                     | 23 november 1924  | 23 november 1925  | DDP             |
| -                             | Gustav Trunk (2e termijn)          | 23 november 1925  | 23 november 1926  | ZENTRUM         |
| -                             | Heinrich Franz Köhler (2e termijn) | 23 november 1926  | 3 februari 1927   | ZENTRUM         |
| -                             | Gustav Trunk (3e termijn)          | 3 februari 1927   | 23 november 1928  | ZENTRUM         |
| -                             | Adam Remmele (2e termijn)          | 23 november 1927  | 23 november 1928  | SPD             |
| 7                             | Josef Schmitt                      | 23 november 1928  | 20 november 1930  | ZENTRUM         |
| 8                             | Franz Josef Wittemann              | 20 november 1928  | 10 september 1931 | ZENTRUM         |
| -                             | Josef Schmitt (2e termijn)         | 10 september 1931 | 11 maart 1933     | ZENTRUM         |
| Rijksstadhouder en Gouwleider |                                    |                   |                   |                 |
|                               | Robert Heinrich Wagner             | 11 maart 1933     | april 1945        | NSDAP           |
| Minister-President            |                                    |                   |                   |                 |
|                               | Walter Köhler                      | 8 mei 1933        | april 1945        | NSDAP           |